# Powiat iłżecki
Powiat iłżecki (1916–19 powiat wierzbnicki) – powiat istniejący do roku 1973 na terenie obecnych powiatów starachowickiego, skarżyskiego (woj.świętokrzyskie), radomskiego, zwoleńskiego i lipskiego (woj.mazowieckie).
Początkowo ośrodkiem administracyjnym powiatu była Iłża. 15 czerwca 1916 siedzibę przeniesiono do miasta Wierzbnik (zmieniając nazwę powiatu na wierzbnicki) a po połączeniu Wierzbnika z osadą fabryczną Starachowice oraz wsią Starachowice w 1939 r., siedzibą zostało nowe miasto Starachowice-Wierzbnik. W 1949 r. zmieniono nazwę miasta na Starachowice.
15 grudnia 1923 starostą iłżeckim został Stanisław Konopacki.
Po II wojnie światowej powiat obejmował dzisiejsze miasta Iłża i Wąchock (wówczas wieś) oraz gminy: Brody, Pawłów, Rzeczniów i Mirzec (obejmującą wówczas również gminę Skarżysko Kościelne). Miasto Starachowice, będące stolicą powiatu, nie wchodziło w jego skład lecz stanowiło własny powiat miejski (enklawę na terenie powiatu). Powiat iłżecki wchodził w skład województwa kieleckiego.
9 grudnia 1973 zmieniono nazwę powiatu iłżeckiego na powiat starachowicki, który przetrwał do 31 maja 1975 roku.
Po reformie administracyjnej w 1975 roku, terytorium powiatu zostało podzielone pomiędzy nowe (mniejsze) województwo kieleckie oraz województwo radomskie. Powiatu iłżeckiego nie przywrócono w roku 1999, lecz utworzono powiat starachowicki o innym wykresie granic. Miasto Iłża weszło w skład powiatu radomskiego.